# Roberto Iancu
Robert Iancu (n. 26 martie 1982) este un jucător de fotbal român retras din activitate. Ultima oară a jucat în 2013 la FC Universitatea Cluj.